# Alex Muralha
Alex Muralha (Três Corações, 10 november 1989) is een Braziliaans voetballer.

## Carrière
Muralha begon zijn carrière in 2008 bij Prudentópolis FC. Hij tekende in 2014 bij Figueirense FC in de Campeonato Brasileiro Série A. Hij tekende in 2016 bij CR Flamengo. In 2017 haalde de ploeg de finale van de Copa do Brasil. Hierna kwam hij uit voor Coritiba FC en Mirassol FC.